# Systemtheorie des Rechts
Die Systemtheorie des Rechts ist eine soziologische Theorie des Rechtssystems. Sie ist eine unter dem Einfluss der soziologischen Systemtheorie entstandene jüngere Entwicklung in der Rechtstheorie, die das Verhältnis von Recht und Gesellschaft im Sinne einer gesellschaftstheoretischen Reflexion des Rechts untersucht.
Im Zusammenhang mit der Globalisierung befasst sich die Systemtheorie des Rechts außerdem mit den verschiedenen staatlichen und nicht-staatlichen Rechtsordnungen in der Weltgesellschaft. Diese werden als Teile eines globalen Rechtssystems verstanden, in dem jede Teil-Rechtsordnung eine Regulierungsaufgabe erfüllt, die keine andere allein übernehmen kann und die in Wechselwirkung zueinander stehen.
Die Systemtheorie greift sowohl konzeptionell als auch begrifflich auf kybernetische Modelle zurück sowie auf Modelle zur Beschreibung biologischer Systeme, die vor allem zur abstrakten Beschreibung von „Leben“, vom Fließgleichgewicht beim Stoffwechsel oder in ökologischen Modellen Verwendung gefunden haben.
Die Hauptströmung charakterisieren die Konzepte von Niklas Luhmann und Gunther Teubner; es finden sich aber auch andere systemtheoretische Einflüsse. Weitere wichtige Beiträge kommen von Gralf-Peter Calliess, Andreas Fischer-Lescano, Werner Krawietz, Dan Wielsch und Thomas Vesting.

## Recht als soziales System
Die Systemtheorie beobachtet ausnahmslos alles Beobachtbare (den Beobachter eingeschlossen) als Systeme unterschiedlicher Größe, Struktur und Komplexität. Ein System ist konstituiert durch die Unterscheidung – die sog. Leitdifferenz – von System–Umwelt, d. h. von „innen“ und „außen“. Systeme reagieren nach den ihnen jeweils eigenen Strukturen auf die von ihnen rezipierten Umweltreize – d. h. Informationen – mit einer Zustandsänderung ihrer selbst. Diese Zustandsänderung wiederum kann von einem anderen System (dessen Umwelt ja auch das vorgenannte System ist) als Umweltreiz/Information rezipiert werden und wird damit von diesem in eine Zustandsänderung umgesetzt.

„Die jeweils eine Systemart ist notwendige Umwelt der jeweils anderen. Personen können nicht ohne soziale Systeme entstehen und bestehen, und das gleiche gilt umgekehrt.“

Diese „operationelle Geschlossenheit“ bei gleichzeitiger „informationeller Offenheit“ wird in der Tradition der Kybernetik durch zwei Konzepte beschrieben: das der Autopoiesis und das der strukturellen Kopplung (einen Spezialfall des letzteren benannte Luhmann die Interpenetration).
Demnach entsteht ein autopoietisches System dann und besteht nur so lange, wie selbstreferenzielle Operationen stattfinden; deren emergente Strukturen sind das System. Beispiel: Gesellschaft besteht nur in der Kommunikation; vgl.: eine biologische Zelle besteht im Leben.
Strukturell gekoppelt sind Systeme, wenn das eine System fähig ist, die Operation eines anderen Systems als Umweltreiz informationell wahrzunehmen. Beispiel: Das Gehör reagiert auf Schallwellen in der physikalischen Umwelt; Das Rechtssystem reagiert auf eine Person, die sich als „Kläger“ an es wendet.
Die grundlegende Operation, die alle gesellschaftlichen Systeme von nicht-gesellschaftlicher Umwelt differenziert, ist Kommunikation, verstanden als Einheit von Mitteilung, Information (Sinngehalt) und Verstehen. Die Gesamtheit aller Kommunikationen ist systemtheoretisch „die Gesellschaft“.

„Kein Mensch kann kommunizieren (im Sinne von Kommunikation vollenden), ohne dadurch Gesellschaft zu konstituieren, aber das Gesellschaftssystem selbst ist (eben deshalb!) nicht kommunikationsfähig: Es kann keinen Adressaten außerhalb seiner selbst finden.“

Die Systemtheorie des Rechts erfasst das Rechtssystem als Gesamtheit aller rechtlichen Kommunikationen, also aller Kommunikationen, die der Leitdifferenz „rechtmäßig – nicht-rechtmäßig“ folgen (d. i. Kommunikation, die Rechtsgeltung postuliert).

## Autopoiesis des Rechtssystems
Das Recht wird danach als Subsystem der Gesellschaft neben anderen Subsystemen wie Wirtschaft, Politik, Erziehung, Religion etc. verstanden, die sich anhand einer spezifischen Funktion für die Gesellschaft historisch ausdifferenziert haben, d. h. sich in ihren Operationen gegenüber anderen Systemen verselbstständigt haben.
Autopoiesis des Rechts bedeutet, dass keine rechtliche Information ihre Normativität aus der Umwelt beziehen kann, sondern Geltung immer nur von Rechtskommunikation zu Rechtskommunikation weitergegeben werden kann. Dieser selbstreferentielle Verweis erfolgt in den Strukturen des konkreten Rechtssystems über Rechtstexte, Rechtsdiskussionen, juristische Literatur und Konventionen etc. Diese Strukturen wurden wiederum selbst durch Rechtsoperationen hergestellt, in dem sie erlassen, geschrieben, angewandt, kommentiert, erinnert, vergessen, bestritten, interpretiert, reformiert, abgeschafft, neuformuliert etc. worden sind.
Rechtsstruktur und Rechtsoperation stehen also in einem zirkulären Referenzzusammenhang und produzieren sich gegenseitig. In diesem Sinn „erhält sich das System selbst“.

## Strukturelle Kopplungen des Rechtssystems
Diese operationelle Abgeschlossenheit bedeutet aber nicht, dass sich das Rechtssystem „los löst“ von den Akteuren (Betroffene, Juristen, Politiker etc.). Im Gegenteil ist seine Existenz bedingt durch die informationelle Offenheit gegenüber dieser Umwelt. So werden erst durch das wechselseitige Bestehen der Systeme „Person“ und „Rechtssystem“ überhaupt Rechtsoperationen (Klagen, Beantragen, Schreiben eines juristischen Lehrbuchs etc.) und damit als emergente Struktur Recht möglich. Auch das individuelle Gewissen (ein Subsystem der Psyche) hat also in der Systemtheorie einen (eigenen) Platz.
Andere gesellschaftliche Systeme wie etwa Politik, Wirtschaft, Wissenschaft, Moral etc. weisen strukturelle Kopplungen mit dem Recht auf. Beispielsweise ist im Verfassungsrechtssystem die Politik vermittels eines Parlaments als Gesetzgeber an das Rechtssystem strukturell gekoppelt.
Ein weiteres Beispiel wäre das Wirtschaftssystem, das beim Tauschakt am Markt strukturell an den Kaufakt im Zivilrechtssystem gekoppelt ist. Und im Gerichtssaal, in dem Anwälte und/oder Richter mit dem „Banner der Gerechtigkeit“ argumentieren, ist das Rechtssystem mit der Moral strukturell gekoppelt.
Luhmann bezeichnet gewisse strukturelle Kopplungen als Interpenetration von Systemen, wenn die Kopplung aus einer Gleichursprünglichkeit der Systeme entstanden ist: Zum Beispiel haben sich Staat und Kirche erst mit Beginn der Neuzeit als Unterschiedenes ausdifferenziert. Bis heute weiter bestehende Kopplungen (z. B. das Staatskirchenrecht) sind daher Interpenetrationen von Recht und Religion.
Dabei erfüllen die strukturellen Kopplungen die Aufgabe, Komplexität in reduzierter Form anderen Systemen zur Verfügung zu stellen. Diese Art der „Arbeitsteilung“ ermöglicht erst die Entwicklung hochkomplexer Systeme aus einer Vielzahl einfachkomplexer Systeme.

## Funktion des Rechts
Eine komplexe offene Gesellschaft eröffnet dem einzelnen eine Vielzahl von Handlungsalternativen. Zur Aufrechterhaltung einer funktionierenden Gesamtgesellschaft bedarf es daher vorhersehbarer, bindender Verhaltensgrundsätze. Diese Leistung erbringt ein darauf spezialisiertes Teilsystem der Politik, nämlich das Rechtssystem. Nach Luhmann ist das Rechtssystem ein dem politischen nachgeschaltetes System mit der Funktion der Legitimation und Durchsetzung der im politischen System im Wege der Gesetzgebung erarbeiteten generellen Entscheidungen und der Absorption von Konflikten, die in einzelnen Gerichtsverfahren verbindlich entschieden werden.
Luhmann weist dem Recht somit einen teleologischen Eigenzweck (Stabilisierung) zu. Funktion des Rechts ist, bei rechtlichen Fragen zu unterscheiden, ob es sich um Recht oder Unrecht handelt und damit Kontingenz zu koordinieren und zu bewältigen. Das Recht gewährleistet damit persönliche Freiheit und schränkt sie zugleich zugunsten aller wieder ein.

## Kritik an der Systemtheorie
Ein Kritikpunkt, der gegen das Recht als reines Kommunikationssystem erhoben wird, geht dahin, dass diese Theorie im Widerspruch zur sozialen Wirklichkeit nur Kommunikationsströme als Systemelemente akzeptiere und damit für Akteure und ihre Handlungen keinen Platz habe. Rechtliche Kommunikation könne nur auf solchen Systemoperationen aufbauen, die schon zum System gehörten (operative Geschlossenheit). Sie reagiere nicht auf Kommunikationen, die einem anderen System angehöre, z. B. Bestechungsgeld oder Lobbyismus. Die These von der autopoietischen Eigenständigkeit des Rechtssystems müsse zugunsten seiner politischen Fundierung aufgegeben werden.

Die Annahme der Autopoiesis bedeute zudem einen Kreisprozess, der eine Letztbegründung des Rechts unmöglich mache. Recht könne sich danach nur unter Verweis auf sich selbst legitimieren. Dieses Manko versucht Jürgen Habermas mit der Diskurstheorie des Rechts zu überwinden.
Die Systemtheorie leugne sowohl die historische Entwicklung des Rechts als auch seine Bezüge zum überpositiven Naturrecht, etwa in der Präambel des Grundgesetzes oder der Radbruch’schen Formel.
Gunther Teubner und Helmut Willke leiten aus Luhmanns Idee der autopoietischen Geschlossenheit sozialer Systeme die Unfähigkeit der Politik und des Rechts zur Steuerung der anderen Funktionssysteme der Gesellschaft, insbesondere der Wirtschaft, ab. Die Steuerungsfähigkeit des Rechts wird auch angesichts zunehmender gesellschaftlicher Komplexität, einer Kritik der Staatsaufgaben (Deregulierung) sowie im Hinblick auf die Gewährleistung innerer Sicherheit in Frage gestellt.
Laut Klaus F. Röhl verdunkele der systemtheoretische Sprachstil die Zusammenhänge eher als sie zu erhellen. Daraus wüchsen gelegentlich Stilblüten, die als Zitat ohne Kontext für eine Satire gut seien.